# Challenger de Roma (Roma Open)

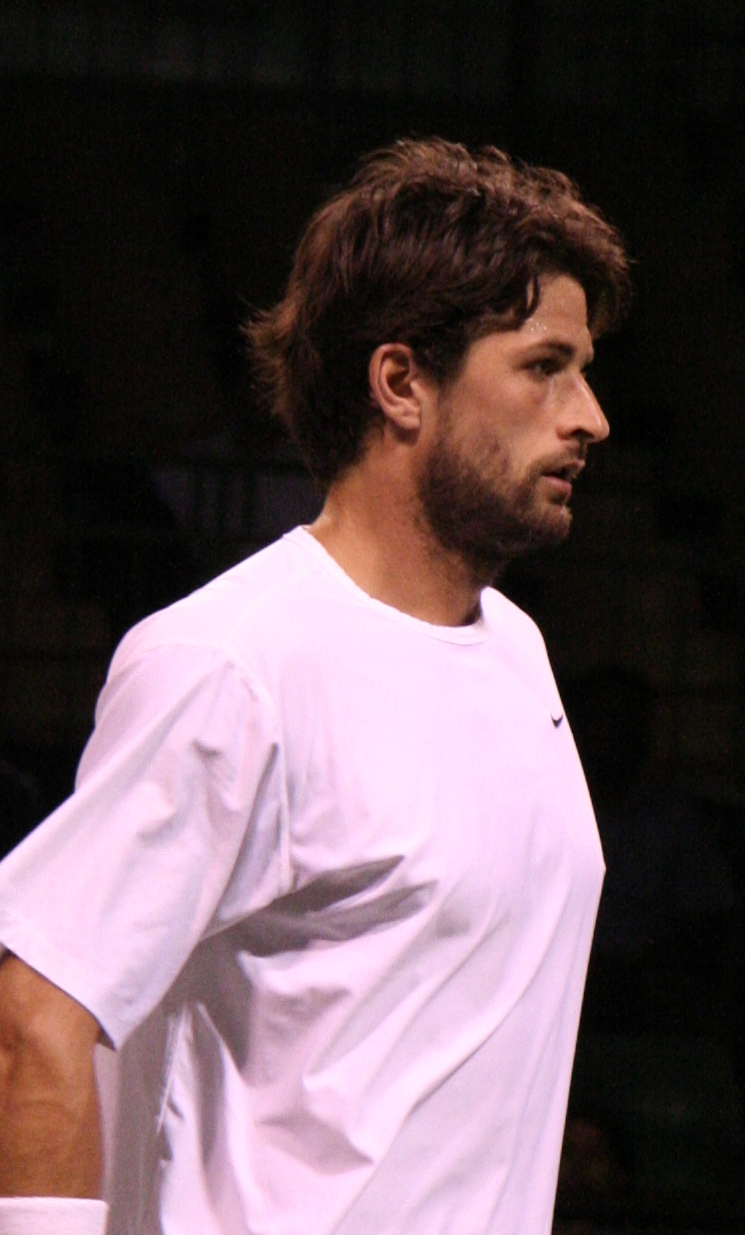
Olivier Patience ganador de la edición 2005 en individuales al derrotar en la final a su compatriota Florent Serra

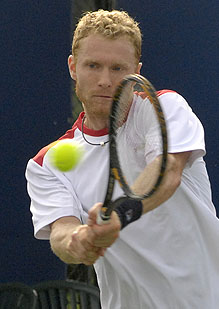
El ruso Dmitry Tursunov campeón en dobles en 2005 con Manuel Jorquera como pareja

El Roma Open es un torneo profesional de tenis. Pertenece al ATP Challenger Tour. Se juega desde el año 2002 sobre pistas de tierra batida, en Roma, Italia.

## Palmarés

### Individuales
| Año     | Campeón                  | Finalista              | Resultado           |
| ------- | ------------------------ | ---------------------- | ------------------- |
| 2025    | Matteo Gigante           | Vilius Gaubas          | 6–2, 3–6, 6–4       |
| 2024    | Alejandro Moro Cañas     | Vilius Gaubas          | 7–5, 6–3            |
| 2023    | Sumit Nagal              | Jesper de Jong         | 6–3, 6–2            |
| 2022    | Franco Agamenone         | Gian Marco Moroni      | 6–1, 6–4            |
| 2021-II | Juan Manuel Cerúndolo    | Flavio Cobolli         | 6–2, 3–6, 6–3       |
| 2021-I  | Andrea Pellegrino        | Hugo Gaston            | 3–6, 6–2, 6–1       |
| 2020    | No Celebrado             | No Celebrado           | No Celebrado        |
| 2019    | Henri Laaksonen          | Gian Marco Moroni      | 6–7(2), 7–6(2), 6–2 |
| 2018    | Adam Pavlásek            | Laslo Đere             | 7–6(1), 6–7(9), 6–4 |
| 2017    | Marco Cecchinato         | Jozef Kovalík          | 6–4, 6–4            |
| 2016    | Kyle Edmund              | Filip Krajinović       | 7–6(2), 6–0         |
| 2015    | Aljaž Bedene             | Adam Pavlásek          | 7−5, 6−2            |
| 2014    | Julian Reister           | Pablo Cuevas           | 6-3, 6-2            |
| 2013    | Aljaž Bedene             | Filippo Volandri       | 6–4, 6–2            |
| 2012    | Jerzy Janowicz           | Gilles Müller          | 7–6(3), 6–3         |
| 2011    | Simone Bolelli           | Eduardo Schwank        | 2–6, 6–1, 6–3       |
| 2010    | Federico del Bonis       | Florian Mayer          | 6–4, 6–3            |
| 2009    | Daniel Köllerer          | Andreas Vinciguerra    | 6–3, 6–3            |
| 2008    | Eduardo Schwank          | Éric Prodon            | 6–3, 6–7(2), 7–6(3) |
| 2007    | Thierry Ascione          | Victor Crivoi          | 6–3, 6–3            |
| 2006    | Oliver Marach            | Adrian Ungur           | 4–6, 6–4, 7–5       |
| 2005    | Olivier Patience         | Florent Serra          | 7–6(4), 7–5         |
| 2004    | Nicolas Coutelot         | Guillermo García-López | 5–7, 7–5, 6–2       |
| 2003    | Giorgio Galimberti       | Victor Hănescu         | 6–2, 6–4            |
| 2002    | Martín Vassallo Argüello | Filippo Volandri       | 6–4, 6–0            |

### Dobles
| Año     | Campeones                           | Finalistas                                 | Resultado            |
| ------- | ----------------------------------- | ------------------------------------------ | -------------------- |
| 2025    | Erik Grevelius Adam Heinonen        | Lorenzo Rottoli Samuel Vincent Ruggeri     | 7–6(2), 7–5          |
| 2024    | Luke Johnson Skander Mansouri       | Marco Bortolotti Giorgio Ricca             | 6–2, 6–4             |
| 2023    | Nicolás Barrientos Francisco Cabral | Andrey Golubev Denys Molchanov             | 6–3, 6–1             |
| 2022    | Jesper de Jong Bart Stevens         | Sadio Doumbia Fabien Reboul                | 3–6, 7–5, [10–8]     |
| 2021-II | Sadio Doumbia Fabien Reboul         | Guido Andreozzi Guillermo Durán            | 7–5, 6–3             |
| 2021-I  | Sadio Doumbia Fabien Reboul         | Paolo Lorenzi Juan Pablo Varillas          | 7–6(5) 7–5           |
| 2020    | No Celebrado                        | No Celebrado                               | No Celebrado         |
| 2019    | Philipp Oswald Filip Polášek        | Nikola Ćaćić Adam Pavlásek                 | Walkover             |
| 2018    | Kevin Krawietz Andreas Mies         | Sander Gillé Joran Vliegen                 | 6–3, 2–6, [10–4]     |
| 2017    | Andreas Mies Oscar Otte             | Kimmer Coppejans Márton Fucsovics          | 4–6, 7–6(12), [10–8] |
| 2016    | Bai Yan Li Zhe                      | Sander Arends Tristan-Samuel Weissborn     | 6–3, 3–6, 11–9       |
| 2015    | Dustin Brown František Čermák       | Andrés Molteni Marco Trungelliti           | 6–1, 6–2             |
| 2014    | Radu Albot Artem Sitak              | Andrea Arnaboldi Flavio Cipolla            | 4-6, 6-2, 11-9       |
| 2013    | Andre Begemann Martin Emmrich       | Philipp Marx Florin Mergea                 | 7-64, 6-3            |
| 2012    | Jamie Delgado Ken Skupski           | Adrián Menéndez Walter Trusendi            | 6–1, 6–4             |
| 2011    | Juan Sebastián Cabal Robert Farah   | Santiago González Travis Rettenmaier       | 2–6, 6–3, [11–9]     |
| 2010    | Mario Ančić Ivan Dodig              | Juan Pablo Brzezicki Rubén Ramírez Hidalgo | 4–6, 7–6(8), [10–4]  |
| 2009    | Simon Greul Christopher Kas         | Johan Brunström Jean-Julien Rojer          | 4–6, 7–6(2), 10–2    |
| 2008    | Flavio Cipolla Simone Vagnozzi      | Paolo Lorenzi Giancarlo Petrazzuolo        | 6–3, 6–3             |
| 2007    | Flavio Cipolla Marcel Granollers    | Stefano Galvani Manuel Jorquera            | 3–6, 6–1, 11–9       |
| 2006    | Konstantinos Economidis Amir Hadad  | Manuel Jorquera Giancarlo Petrazzuolo      | 6–4, 4–6, 10–5       |
| 2005    | Manuel Jorquera Dmitry Tursunov     | Victor Ioniţă Răzvan Sabău                 | 1–6, 7–6(4), 6–4     |
| 2004    | Kornél Bardóczky Gergely Kisgyörgy  | Daniele Giorgini Manuel Jorquera           | 7–6(4), 4–6, 6–4     |
| 2003    | Amir Hadad Martín Vassallo Argüello | Manuel Jorquera Diego Moyano               | 6–4, 3–6, 6–3        |
| 2002    | Gabriel Trifu Vladimir Voltchkov    | Sergio Roitman Andrés Schneiter            | 6–1, 6–2             |